# Modern Talking
«Modern Talking» (с англ. — «Современный Разговор») — немецкий поп-дуэт, состоявший из вокалиста Томаса Андерса и продюсера, а также автора всех песен Дитера Болена. Коллектив был образован в Гамбурге в 1984 году. Является одним из самых успешных коллективов за всю историю поп-музыки и самым успешным из числа созданных в Германии: записи группы по всему миру были проданы тиражом более 200 миллионов экземпляров.
Синглы дуэта занимали первые места в чартах с середины 1980-х («You’re My Heart, You’re My Soul») до начала 2000-х годов («TV Makes the Superstar»), а сборники возглавляли мировые хит-парады («Back for Good»). Музыка группы до сих пор попадает в плейлисты радиостанций, и их альбомы продолжают продаваться по сей день.
Рекорд Modern Talking в Германии — пять синглов, возглавивших хит-парады:
- «You’re My Heart, You’re My Soul» (1984; 6 недель под № 1[3]),
- «You Can Win If You Want» (1985; 1 неделя под № 1[4]),
- «Cheri Cheri Lady» (1985; 4 недели под № 1[5]),
- «Brother Louie» (1986; 4 недели под № 1[6]),
- «Atlantis Is Calling (S.O.S. For Love)» (1986; 4 недели под № 1[7]).

и 3 «платиновых» альбома (5 «платиновых» альбомов в Испании):
- «The 1st Album» (1985)[8],
- «Let’s Talk About Love» (1985)[9],
- «Ready For Romance» (1986)[10],
- «In The Middle Of Nowhere» (1986; «платиновый» статус только в Испании[11]),
- «Romantic Warriors» (1987; «платиновый» статус только в Испании[12]).

## История группы

### До образования дуэта
Знакомство музыкантов состоялось в феврале 1983 года в берлинской звукозаписывающей компании «Hansa»: начинающий композитор и продюсер Дитер Болен искал вокалиста для исполнения композиции «Was macht das schon» — кавер-версии песни F.R. David «Pick Up The Phone», для которой он написал немецкоязычный текст. На предложение Дитера Болена откликнулся начинающий певец Томас Андерс, который вскоре прилетел в Гамбург для начала совместной работы.
В 1983—1984 годах музыканты совместно выпустили 5 синглов на немецком языке, самым успешным из которых стал «Wovon träumst du denn» (1983), сразу попавший в немецкие хит-парады и проданный в количестве 30 тысяч копий. Однако постепенно пришло понимание, что международного признания можно добиться только с песнями на английском языке. Поэтому в середине 1984 года музыканты записали кавер-версию хита группы Real Life «Catch Me I’m Falling». Однако в выходных данных имена музыкантов отсутствовали: проект получил название Headliner, а в качестве автора песни фигурировал Steve Benson (один из творческих псевдонимов Дитера Болена).

### Начало Modern Talking
29 октября 1984 года Томас Андерс и Дитер Болен выпустили первый сингл Modern Talking «You're My Heart, You're My Soul». Когда Томас и Дитер записывали эту песню, все присутствующие в студии аплодировали — настолько по сердцу им пришлась эта мелодия. Первоначально сингл не получил высокой оценки слушателей, и только после выступления в программе Formel Eins (21 января 1985 года) сингл стал суперхитом, заняв первое место сначала в немецких хит-парадах, Австрия, а затем и в чартах других европейских стран (среди них Бельгия, Швейцария).
По 60 тысяч пластинок продавалось ежедневно в одной только Германии.
На волне популярности группы компания по производству спортивной одежды Adidas заключила контракт с Дитером Боленом на показ их одежды в клипах и на концертах.
В марте 1985 года Modern Talking записали свой следующий хит — «You Can Win, If You Want».
Вскоре вышел первый альбом группы The First Album, основные вокальные партии в котором исполнял Томас Андерс и лишь одна песня «There’s Too Much Blue In Missing You» — единственная за всю почти 20-летнюю историю дуэта — была записана с вокалом Дитера Болена (он исполнял только куплеты, припев же исполнял Биргер Корляйс). Альбом имел огромный успех. На известной телепередаче Peter’s Pop Show в сентябре 1985 года дуэту были вручены 75 «золотых» и «платиновых» дисков.
Выходившие пластинки группы распродавались огромными тиражами. В октябре 1985 года дуэт записал очередной хит — «Cheri, Cheri Lady» из второго альбома Let’s Talk About Love. Новая пластинка в первые две недели распродаётся в Германии тиражом свыше 186 тысяч копий. Modern Talking стремительно становились известными всему миру, но Дитеру Болену этого казалось недостаточно: он мечтал попасть в хит-парады Америки и Великобритании, где иностранные исполнители, особенно из Германии, принимались неохотно. Однако, выпустив в 1986 году альбом под названием Ready For Romance, в который вошли такие хиты, как «Brother Louie» и «Atlantis Is Calling (S.O.S. For Love)», Modern Talking всё-таки попала в британские и канадские чарты.
Не менее популярным был и следующий альбом музыкантов под названием In The Middle Of Nowhere с песнями «Geronimo's Cadillac» и «Give Me Peace On Earth». Песня из этого альбома «Lonely Tears In Chinatown» издавалась синглом в Испании, заняв там 9-е место.

### Первый распад группы в 1987 году
Уже в 1986 году между участниками дуэта стали возникать разногласия, которые в дальнейшем привели Modern Talking к распаду. Одной из причин конфликта послужил спор по поводу авторских прав на исполнение песен (по некоторым данным, Томас Андерс выступал с сольными концертами от имени группы), а также эгоистичное поведение Дитера Болена по отношению к Андерсу. По другой версии, решающую роль в конфликте сыграла жена Томаса Нора Баллинг, которая была одной из бэк-вокалисток коллектива, а также личным визажистом и менеджером Андерса.
Обладая честолюбивым и энергичным характером, Нора Баллинг претендовала на более значимую роль, стремясь подчинить творческую жизнь группы себе. По воспоминаниям Дитера Болена, «Нора могла просто так запретить Андерсу выходить на сцену, увозила его в путешествия в разгар записей, срывала съемки и гастроли».
На фоне этих противоречий на концерте в Мюнхене в 1986 году произошёл окончательный разрыв. Музыканты решили не расстраивать фанатов раньше времени и только спустя год, записав ещё два альбома и дождавшись окончания контракта, объявили о распаде группы по обоюдному согласию.
Сам Томас Андерс о распаде говорит так:
Почти все считают, что дуэт распался из-за Норы. Но на самом деле я просто очень сильно устал, устал от Дитера, от нашего общего дела и бесконечных поездок. У меня совершенно не было свободного времени для встреч с друзьями или чтобы просто побыть дома. Я себе вообще не принадлежал, я принадлежал нашей компании, которая меня вовсю использовала. К сожалению, это состояние трудно объяснить. Конечно, многие могут сказать: „Да, но ты ведь зарабатывал деньги, и немалые. А если зарабатываешь большие деньги, нужно трудиться на износ“. Отчасти я согласен с такой постановкой вопроса. Но если ты проводишь в разъездах три года подряд 320 дней в году, живёшь в течение года в 300 разных гостиницах, то однажды ты чувствуешь себя измождённым и опустошённым, уставшим от всех и вся. При этом твой партнёр испытывает абсолютно другие чувства — Дитер был всегда сосредоточен только на карьере и на успехе. С моими ощущениями он вообще не считался. Я ведь просил всего лишь небольшой тайм аут. Просто 2—3 месяца, чтобы отдохнуть, а затем вернуться снова на сцену. Всё это очень трудно понять людям, потому что гораздо проще сказать, что дуэт распался из-за невыносимой Норы. Да, без сомнения, она была очень сложным человеком. Но ведь многие женщины имеют достаточно тяжёлый характер. Вина Норы в том, что распалась наша группа — 10—15 %. Она ни в коем случае не была главной причиной нашего распада.
Создав группу Blue System ещё до выпуска последнего альбома («In The Garden Of Venus»), Дитер фактически конкурировал со своей основной на тот момент группой.

### После распада
Томас начал сольную карьеру и уехал в США. После Modern Talking он не был популярен в родной Германии, однако добился большого успеха в странах Латинской Америки во многом благодаря хитам Modern Talking, а также испанскому альбому «Barcos de Cristal».
Дитер Болен также занялся собственным проектом — группой Blue System, которая добилась большего, чем Томас, успеха в Европе и особенно странах бывшего СССР. Но успеха Modern Talking ни один из них повторить не смог. Дитер Болен, помимо работы над Blue System, писал тексты и музыку для других артистов, таких как C.C.Catch, Крис Норман, Бонни Тайлер, Эррол Браун, Энгельберт Хампердинк и других.
В период сольной карьеры Томас Андерс наряду со своими песнями всегда исполнял хиты Modern Talking. Дитер Болен исполнял припевы популярных композиций на бис. Первое время Томас Андерс (с женой Норой Баллинг в составе бэк-вокальной группы) выступал как «Томас Андерс-шоу» и даже как группа Modern Talking, несмотря на отсутствие Дитера на сцене. Так, в октябре 1987 году Андерс дал по пять концертов в Москве и Ленинграде, и название уже распавшегося коллектива преобладало на афишах. Спустя два года в Москве и Ленинграде выступил Дитер Болен со своим коллективом.

### Воссоединение Modern Talking
Начиная с 1994 года, руководители лейбла BMG настойчиво предлагали Дитеру Болену помириться со своим напарником и подумать о возрождении Modern Talking. Но Дитер отказывался от этой идеи, ссылаясь на чрезвычайную занятость своими сольными проектами.
Болен пригласил Андерса в Гамбург для разговора о воссоединении. Томас поначалу сильно засомневался в актуальности возрождения дуэта, но Дитеру всё же удалось его убедить.
Modern Talking вернулись на поп-сцену в марте 1998 года, выступив на популярном немецком телешоу «Wetten, dass..?» с попурри, составленном из своих хитов № 1 и выпустив альбом «Back For Good», состоявший из танцевальных ремиксов старых песен с добавлением четырёх новых композиций: «I Will Follow You», «Don’t Play With My Heart», «We Take The Chance», «Anything is Possible». Завершал альбом «№ 1 Hit Medley», собранный из популярных песен дуэта.
По результатам продаж альбом «Back For Good» стал четырежды платиновым в Германии и превзошёл платиновую отметку в некоторых других европейских странах. Общий итог мировых продаж музыкальный альбома составил 26 млн копий. Эти цифры были значительно выше успеха 80-х. По словам Дитера, они уже несколько лет планировали объединиться, но держали это в секрете от журналистов.
Было организовано турне, посвящённое этому событию. На сцене дуэт Modern Talking выступал в сопровождении музыкантов из группы Blue System.
С 1999 по 2003 год дуэт выпустил пять новых альбомов, три из которых также преодолели платиновый рубеж. Неизменным остался стиль лёгкой современной танцевальной музыки. Некоторые композиции были записаны при участии рэпера Эрика Синглтона: с его помощью дуэт надеялся завоевать американскую аудиторию. Однако такой пиар-ход не оправдал себя, а присутствие третьего участника в дуэте порой вызывало резко отрицательную реакцию поклонников «первой волны». Композиции с Эриком выходили в свет до 2001 года на синглах и в видеоклипах. Некоторые клипы были сделаны в двух вариантах — с рэпером и без. Но был и положительный момент: благодаря Эрику группа, например, имела большой успех во Франции.

### Завершение карьеры
7 июня 2003 года Дитер Болен на концерте в Ростоке (Германия) перед 25 000 зрителей совершенно неожиданно для менеджмента дуэта и руководства звукозаписывающей компании объявил об окончании существования Modern Talking.
Дитер Болен в интервью так высказался по этому поводу:
Спонтанное решение, тем не менее долго обдумывалось. Там в Ростоке было 25 000 людей, и я сказал им о завершении проекта Modern Talking ❬…❭. Если бы у меня были бы долгие дискуссии с руководством звукозаписывающей компании, они наверняка бы мне сказали „Нет, не делай этого! Ведь в следующем году группе исполняется 20 лет!“ Я стал бы отказываться, но они попытались бы меня убедить, как делали это 75 раз раньше. А мне действительно хотелось остановиться в этом году. Так что я подумал: „Ок, если я скажу это сейчас, 25 000 человек услышат меня, и на этом всё закончится“.
Томас Андерс о прекращении существования Modern Talking:
Мы всегда говорили, что ничего не хотим делать в отчаянии. К лучшему это или к худшему, мы больше не хотим быть вместе. Мы не вступали в брак и мы не являемся сиамскими близнецами, которые неотделимы друг от друга. Так что, если один из нас теряет интерес к совместной музыке, надо уходить.
Официальная причина этого непростого решения, по словам Дитера, состояла в том, что Томас без его ведома предпринял сольную гастрольную поездку в США летом 2003 года. В 1987 году Андерс уже поступал подобным образом, организовав турне без Дитера Болена в Восточной Европе под вывеской «The Thomas Anders Show» (при том что на рекламных плакатах было написано «Modern Talking»). В 2003 году на плакатах и растяжках в США вновь значилось: «Концерт C.C.Catch и группы Modern Talking в „Тадж Махале“», хотя Дитер Болен не участвовал в том концерте.
Неофициальной причиной завершения карьеры Modern Talking поклонники дуэта считают падение уровней продаж записей группы и стремление Дитера Болена больше времени уделять раскрутке популярнейшего в Германии телешоу «Германия ищет суперзвезду» и его участников, записи которых продавались значительно лучше, чем сам Modern Talking.
21 июня 2003 года под открытым небом Берлина состоялся прощальный концерт дуэта, на который пришли 13 000 зрителей. Со вступительным словом к зрителям обратился Дитер Болен:
— Не могли бы вы все вместе сделать мне дружное „Бу-у-у“?
— (зрители) Бу-у-у-у-у-у-у!

— Я никогда не был счастлив это слышать в отличие от сегодняшнего дня. Потому что оно говорит мне о том, что вы расстроены концом Modern Talking.
Полуторачасовой концерт Томас Андерс и Дитер Болен завершили исполнением своего самого знаменитого хита «You`re My Heart, You`re My Soul». Попрощавшись с поклонниками, оба музыканта заявили о своём намерении остаться на музыкальной сцене и заняться сольным творчеством.
Слова «Оставайтесь здоровыми, до скорого» (Дитер) и «Спасибо» (Томас) были последними, которые Modern Talking произнесли на сцене.

### The Final Album
23 июня 2003 года вышел сборник лучших хитов группы: «The Final Album», в который вошли 20 лучших песен дуэта, записанных за 19 лет его существования, а 10 ноября увидел свет одноимённый, первый в истории группы, DVD с аналогичным трек-листом. Группа дала заключительный концерт, отрывки которого вместе с интервью Дитера также вошли в DVD. Были исполнены 22 песни: «TV Makes the Superstar», «Everybody Needs Somebody», «Atlantis Is Calling (S.O.S. For Love)», «Angie’s Heart», «Geronimo's Cadillac», «Knocking On My Door», «Don’t Make Me Blue», «No Face, No Name, No Number», «You Can Win If You Want», «Don’t Take Away My Heart», «Last Exit To Brooklyn», «Juliet», «In 100 Years», «China In Her Eyes», «Jet Airliner», «Sexy Sexy Lover», «Ready For The Victory», «Cheri, Cheri Lady», «Brother Louie», «You Are Not Alone», «Win The Race», «You’re My Heart, You’re My Soul». По сути дела, это был концерт из Universe-тура.
За время существования группы было продано более 200 миллионов звуковых носителей по всему миру.

## Судьба участников группы
После завершения Modern Talking Дитер Болен в своей второй автобиографии «За кулисами» (2003) нелестно отозвался о своём бывшем напарнике Томасе и обвинил его в присвоении денег дуэта. В ответ Томас Андерс подал в суд на Дитера и в итоге выиграл дело. Благодаря этому процессу дуэт оставался популярным, правда, уже на газетных страницах.
Несколько бывших бэк-вокалистов группы после распада Modern Talking создали свою собственную группу Systems in Blue, почти аналогичную Blue System и Modern Talking. На момент 2021 года группа выпустила четыре альбома, первые два из которых стали культовыми среди поклонников дуэта.
В 2006 году Дитер Болен выпустил комический полнометражный мультфильм «Dieter — Der Film», описывающий жизнь Дитера. В саундтрек к мультфильму «Dieter — Der Film» вошла переработанная Боленом неизданная песня дуэта «Shooting Star», в которую вошла нарезка голоса Томаса из прежних песен группы и новый припев-фальцет в исполнении Дитера.
Сольные альбомы Томаса Андерса похожи по стилю на последние альбомы дуэта: например, благодаря альбому Two проект Anders|Fahrenkrog быстро окрестили «новым Modern Talking» из-за некоторого сходства Уве Фаренкрога с Дитером Боленом и похожего музыкального стиля. Сам Томас против такой трактовки ничего не имел. Альбом записывался в Германии на протяжении зимы и весны 2011 года.
В сентябре 2011 года Томас Андерс издал автобиографию «100 Prozent Anders — Die Autobiografie», в которой рассказал о Modern Talking, своей первой жене Норе, Дитере Болене и многом другом. В ноябре 2011 года бывшая жена Томаса Нора Баллинг подала на него в суд (якобы за раскрытие подробностей совместной жизни) и выиграла дело. 25 мая 2014 года в программе Fernsehgarten на немецком канале ZDF Томас Андерс заявил, что помирился с бывшим коллегой по группе Дитером Боленом, что временно породило слухи о потенциальном втором воссоединении дуэта, но Томас и Дитер по отдельности заявили, что не хотят этого.
3 октября 2014 года вышел сборник песен, приуроченный к 30-летию группы. Помимо известных хитов он содержит ремиксы на «Give Me Peace On Earth», «Just Like An Angel», «You’re The Lady Of My Heart», «Just We Too (Mona Lisa)», «TV Makes The Superstar» и большой мегамикс. В альбом вошла также новая версия «Brother Louie», над которой работал известный шведский диджей Bassflow: песня вышла как промосингл и включает в себя радио- и расширенную версии.
В 2015 году Томас записал свои собственные варианты почти всех синглов Modern Talking, в результате чего на свет появился его новый студийный альбом «History». Помимо этого, в альбом вошли две оригинальные песни, причём одна из них — сингл «Lunatic» — была сделана в стиле песен дуэта. Вышедший в 2021 году альбом «Cosmic» уже целиком состоял из оригинальных песен, имитирующих звучание Modern Talking.
В 2019 году Дитер возобновил концертную деятельность и повторил поступок Томаса, записав свой сольный альбом Dieter Feat. Bohlen, с его сольными версиями песен Modern Talking и каверами на песни других его проектов, включая Blue System. В качестве сингла была выпущена сольная версия песни Brother Louie.

## Музыкальный стиль, тематика песен и авторство
Стиль песен первого периода дуэта можно отнести к евродиско. В творчестве Modern Talking преобладали простые, но живые и мелодичные песни и ритмы с текстами на английском языке.
Стиль большинства песен после воссоединения дуэта — европоп. Modern Talking выпустили четыре композиции в стиле латино — No Face No Name No Number (2000), Maria (2001), I Need You Now (2001), Mystery (2003). Песня Blackbird (2003) относится к джазу, Angie’s Heart (New Version) (1998) — клубный поп, We Are Children Of The World (2002) — поп-рок, Juliet (2002) — усовершенствованное диско, Blinded By Your Love (1987), You And Me (1987) и Who Will Save The World (1987) — поп-рок, Witchqueen of Eldorado (2001) и If I… (2002) — этнический поп, When The Sky Rained Fire (2002) и Who Will Love You Like I Do (2002) — дэнс-поп. Трек The Night Is Yours — The Night Is Mine (1985) можно отнести к прогрессив-поп.

### Особенности стиля 1984—1987
У Modern Talking было несколько отличительных особенностей, которые выделяли их от других исполнителей того же стиля:
- Легко узнаваемый тембр голоса Томаса Андерса;
- Необычная гармония: необычные последовательности аккордов (тоника (в миноре) — субдоминанта — седьмая ступень — и вместо обычно используемых третьей ступени или мажорной доминанты снова тоника), неиспользование в миноре мажорной доминанты, то есть игнорирование гармонического минора. Это было ново, к тому же к «традиционной» гармонии в поп-музыке в то время уже привыкли (другой пример использования необычных последовательностей аккордов в поп-музыке в то время — Depeche Mode).
- Необычный формат песен: вступление — куплет — «первый» припев (пел Андерс) — «второй» припев (пели бэк-вокалисты, среди которых были Рольф Кёлер, Михаэль Шольц и Дэтлеф Видеке в 1985—1987 и 1998—2000 годах и Кристофф Лейс-Бендорфф, Уильям Кинг, Нино де Анджело в 2001—2003 годах).
- Полиритмичность: одновременное звучание 5 разных гармонических ритмов (то есть не считая ударных и баса), как, например, в песне «With A Little Love»).

### Тематика песен
Во многих песнях группы Modern Talking поётся о неразделённой любви, о разбитом сердце. В нескольких треках Дитер Болен уделил внимание теме победы («You Can Win If You Want», «We Take The Chance» «Win the Race», «Ready For The Victory», «10 Seconds To Countdown», «TV Makes The Superstar», «Life is too short» и частично в «Don’t give up»). Также в лирике Modern Talking есть место теме будущего («In 100 Years», «Who Will Save The World» и частично в «Who Will Be There»). Песня «It’s Christmas» пропитана духом Рождества. В альбоме «America» есть трек, в котором поётся о королеве ведьм («Witchqueen Of Eldorado»). В песне «We Are The Children of the World» поётся о дружбе и солидарности.

### Авторство текстов
Практически все тексты песен группы были написаны Дитером Боленом, и авторство принадлежит ему одному, исключениями являются следующие треки: «Love Is Like A Rainbow», «For Always And Ever» (1999), «Love Is Forever» (2000), «I Need You Now» (2001), «Love To Love You» (2002) — написаны Томасом Андерсом; «It Hurts So Good» (1999) и «I’ll Never Give You Up» (1999) — написаны совместно Дитером Боленом и Томасом Андерсом; «Do You Wanna» (1985) — написан Дитером Боленом, текст Мэри Эпплгейт.

### Люди, работавшие в проекте
- Луис Родригес — аранжировки, драм-машина, сопродюсер (1984—1987; 1998—2001)
- Аксель Брайтунг — аранжировки, сопродюсер (2001—2002)
- Elephant — аранжировки, сопродюсер (2001)
- Торстен Бротцман — аранжировки, сопродюсер (2001—2003)
- Бюлент Арис — аранжировки, сопродюсер (2001)
- Вернер Беккер — аранжировки, сопродюсер (2002)
- Лало Титенков — аранжировки, сопродюсер (2002—2003)
- Кэй Николд — аранжировки, сопродюсер (2002—2003)
- Ральф Штейман— клавишные (1984—1987)
- Петер Вейе — гитара (1984—1987; 1998—2003)
- Биргер Корляйс — бэк-вокал; хоры (1984—1987)
- Рольф Кёлер — бэк-вокал; хоры (1984—1987; 1998—2000)
- Михаэль Шольц — бэк-вокал; хоры (1984—1987; 1998—2000)
- Детлеф Видеке — бэк-вокал, хоры (1985—1987; 1998—2000)
- Билли Кинг — бэк-вокал; хоры (2001—2003)
- Кристоф Лейс-Бендорфф — бэк-вокал; хоры (2001—2003)
- Нино де Анджело — бэк-вокал; хоры (2001—2003)

## Отношения с другими известными исполнителями
- С 1998 по 2001 год на большинстве синглов группы были рэп-версии песен, исполненные американским рэпером Эриком Синглтоном.
- В 1999 году обсуждался вопрос о совместной записи песни дуэтом с известной английской группой Pet Shop Boys, но этого не произошло[34].
- В 2001 году на сингле Modern Talking «Win the Race» была версия одноимённой песни, специально ремикшированная немецкой группой Scooter.
- Песни Modern Talking перепевались многими исполнителями, среди которых Энгельберт Хампердинк, Джимми Самервилл (Bronski Beat), Сорайя Арнелас (Soraya Arnelas), Cascada, Lian Ross, Nino de Angelo.

## Интересные факты
- Хит «Cheri, Cheri Lady» достиг первого места в нескольких странах, включая Германию, Австрию, Норвегию, Швейцарию, Бельгию[35].
- Хит «Brother Louie» также достиг первого места в ряде стран. Он был в чарте Великобритании 8 недель и достиг четвёртого места[35].
- Хит «Atlantis Is Calling», вышедший в 1986 году, стал пятым подряд и последним хитом группы № 1 в Германии. Некоторые последующие синглы достигали первого места в других странах[35].
- Рекорд Modern Talking — пять синглов № 1 (в Германии) подряд и 4 мультиплатиновых альбома подряд — не побит до сих пор[35].
- В первый период — с 1985 по 1987 года — они выпускали по 2 альбома в год, а с 1998 по 2003 года — по 1 альбому.
- В 1988 году продажи Modern Talking достигли 85 миллионов копий.
- В 1998 году в Германии в первую неделю было распродано 700 тысяч копий альбома «Back For Good».
- В 1998 году на первом концерте в Будапеште было около 200 тысяч человек.
- В декабре 1998 года концерт Modern Talking в СКК «Петербургский» посетило 25 тысяч зрителей.
- В 1998 году альбом «Back For Good» стал лидером общемировых продаж[36].
- В 1999 году в Канаде был релиз альбома «Back For Good». и по итогам годовых продаж на amazon.ca альбом занял почётное 16 место.
- В 1999 году в Монте-Карло Modern Talking получили награду The World Music Award как «Самая продаваемая немецкая группа в мире».
- Они продали 100 тысяч копий «Back For Good» в Южной Африке.
- Сингл «Sexy Sexy Lover» был в двадцатке чарта MTV Europe[36].
- В 2001 в Манчестере (Англия) Modern Talking выиграли награду Top of the Pops Award как лучшая немецкая группа.
- Синглы Win the Race и Ready for the Victory были записаны на заказ для немецкого канала RTL для прокрутки во время трансляций гонок «Формула 1»[36].
- В США Modern Talking продали мало копий своих записей, в то время как по всему миру на 2003 год было продано более 120 млн копий звуконосителей дуэта (BMG).
- Компиляция 2010 Modern Talking — 25 Years Of Disco-Pop — попала на высокие места в чарты Германии, Австрии и Польши, тем самым доказав, что группа после распада всё ещё популярна.
- Несмотря на то, что Modern Talking никогда не были в американских чартах, о них неоднократно[источник не указан 4655 дней] писали в американском авторитетном журнале Billboard, их песни перепевали такие американские исполнители, как George McCrae (кавер на Don’t Take Away My Heart), известный по работе в группе KC and the Sunshine Band и Tyrone Davis (каверы на YMH YMS И YCWIYW).
- Нилу Теннанту из группы Pet Shop Boys нравится песня «You're My Heart, You're My Soul»[источник не указан 4655 дней].
- В советском мультфильме «Возвращение блудного попугая» попугай Кеша слушает в плеере песню группы Modern Talking You're My Heart, You're My Soul. Также он упоминает название группы, произнося фразу: «По вашим многочисленным заявкам братья Вайнеры исполнят песню „Модерна Токинга“»[37].
- В политическом мультипликационном сериале от студии Квартал-95 «Ска́зочная Русь» в 7 сезоне 1 серии на время появляется Томас Андерс как пассажир на корабле.
- В январе 1986 года Дитер Болен выступил во Франции на передаче «C’est Encore Mieux l’apres-midi» с ненастоящим Томасом Андерсом как группа Modern Talking. Солиста зовут Uwe Borgwardt — он участник The Koola News.
- В СССР видео с участием группы впервые было показано 7 февраля 1986 года в передаче «Ритмы планеты»[38]. Следующей передачей, показавшей «Modern Talking» в СССР, была «Утренняя почта» от 18 мая 1986 г., с повтором через неделю[39].

## Дискография
- Основная статья: Дискография Modern Talking

### Студийные альбомы
- 1985 The First Album (Ariola; № 1 Германия, Финляндия, Израиль, № 6 Южная Африка, № 6 Португалия, № 8 Нидерланды, № 5 Испания)[35]
- Октябрь 1985 Let’s Talk About Love (Hansa Records; № 2 Германия, № 17 Нидерланды, № 6 Греция, № 4 Швеция, № 4 Австрия, № 3 Норвегия)[35]
- Май 1986 Ready for Romance (Hansa Records; № 1 Германия, Австрия, Швейцария, Турция, № 7 Греция, № 19 Франция, № 76 Великобритания)[35]
- Ноябрь 1986 In the Middle of Nowhere (Hansa Records; № 1 Германия, № 2 Австрия, № 3 Швейцария, № 4 Греция, № 9 Швеция)[35]
- Июнь 1987 Romantic Warriors (Hansa Records; № 3 Германия, № 1 Турция, № 10 Норвегия, № 12 Греция, № 6 Австрия)[35]
- Ноябрь 1987 In the Garden of Venus (Hansa Records; № 35 Германия, № 1 Турция, № 17 Бельгия)[35]
- 1998 Back For Good (Ariola; BMG; № 1 Германия, № 1 Аргентина, № 1 Южная Африка, № 1 Малайзия, № 1 Чехия, № 1 Финляндия, № 2 Франция, № 4 Тайвань, № 3 Нидерланды, № 9 Италия, № 1 Европа, № 1 Мировые продажи)[36]
- 1999 Alone (BMG International; № 1 Германия, № 1 Аргентина, № 5 Швеция, № 8 Малайзия, № 9 Тайвань, № 9 Южная Корея, № 11 Франция, № 13 Испания, № 17 Южная Африка, № 6 Европа, № 8 Мировые продажи)[36]
- 2000 Year of the Dragon (BMG International; № 3 Германия, № 1 Турция, № 1 Эстония, № 3 Венгрия, № 3 Польша, № 4 Швейцария, № 5 Австрия, № 26 Норвегия, № 28 Швеция, № 10 Европа, № 16 Мировые продажи)[36]
- 2001 America (BMG International; № 1 Турция, № 1 Болгария, № 1 Латвия, № 2 Германия, № 10 Швейцария, № 7 Австрия, № 8 Словения, № 9 Европа, № 9 Мировые продажи)[36]
- 2002 Victory (BMG; № 1 Германия, № 14 Швейцария, № 7 Австрия, № 20 Аргентина, № 1 Эстония, № 74 Дания, № 37 Греция, № 9 Европа)[36]
- 2003 Universe (BMG; № 2 Германия, № 25 Швейцария, № 10 Австрия, № 1 Латвия, № 19 Чехия, № 20 Польша, № 11 Европа)[36]

### Сборники
- 1986 The Compact Collection (Гонконг)
- 1987 The Singles Collection
- 1987 The Modern Talking Story
- 1988 Best Of
- 1988 Best of Modern Talking (№ 16 Германия)
- 1988 You’re My Heart, You’re My Soul
- 1988 Romantic Dreams
- 1988 Greatest Hits Mix (издавался в Испании (№ 11) и Бразилии, раритет)
- 1988 The Maxi Album
- 1989 Hey You
- 1989 The Greatest Hits Of Modern Talking
- 1991 The Collection
- 1991 You Can Win If You Want
- 1997 Cristal Collection (Франция)
- 1998 Modern Talking Medley (микс, изданный в Австралии)
- 1999 You’re My Heart You’re My Soul
- 2000 Fan Club By Thomas Anders CD 2000
- 2000 Grandes Éxitos (Venezuela)
- 2001 Fan Club By Thomas Anders CD 2001
- 2001 Selected Singles '85-'98 (10CDBox)
- 2001 The Very Best Of(№ 96 Венгрия, № 2 Эстония, № 7 Россия)
- 2002 Best of Modern Talking (2CD; № 14 Франция)
- 2002 Les Essentiels
- 2002 The Golden Years (3xCD)
- 2002 We Still Have Dreams (The Greatest Love Ballads Of Modern Talking)
- 2003 Let’s Talking! … Best of Modern Talking (2CD)
- 2003 The Final Album (BMG; № 3 Германия, № 1 Южная Африка, № 2 Мальта, № 14 Европа)
- 2003 The Greatest Hits (South Korea; № 18 Южная Корея)
- 2004 Nur Das Beste
- 2004 Gwiazdy XX wieku (№ 43 Польша)
- 2005 Best Of The Best
- 2005 The Best Of (Дания)
- 2007 Back For Good / America + Bonuses (2CD; Гонконг)
- 2007 Goldstücke — Die Größten Hits & Erfolge)
- 2007 Remix Album (Best Of The Best)
- 2007 The Hits (2 CD)
- 2008 2 In 1 Modern Talking (2 CD)
- 2008 All The Best — The Definitive Collection (3 CD)
- 2008 Hit Collection
- 2009 Flashback — I Grande Successi Originali (Италия)
- 2009 Steel Box Collection — Greatest Hits
- 2010 25 Years Of Disco-Pop (№ 17 Германия, № 10 Австрия, № 89 Польша)
- 2010 Modern Talking & Blue System — Das Nummer 1. Album!
- 2010 Heart And Soul
- 2011 Original Album Classics (5CD)
- 2014 30 (Best Of) (№ 12 Германия[40], № 11 Польша[41], № 7 iTunes Russia Chart, № 58 Австрия[42], № 49 Швейцария[43], № 106 Бельгия)
- 2015 The First & Second Album (30th Anniversary Edition)
- 2017 Back for Gold

### Синглы
- 1984 «You're My Heart, You're My Soul» (№ 1 Германия, № 1 Бельгия, № 1 Дания, № 1 Италия, № 1 Испания, № 1 Греция, № 1 Турция, № 1 Израиль, № 1 Австрия, № 1 Швейцария, № 1 Финляндия, № 1 Португалия, № 1 Ливан, № 2 Южная Африка, № 3 Франция, № 3 Швеция, № 3 Норвегия, № 15 Япония, № 56 Великобритания) (8 миллионов продаж).[35]
- 1985 «You Can Win If You Want» (№ 1 Германия, № 1 Австрия, № 1 Бельгия, № 1 Турция, № 1 Израиль, № 2 Швейцария, № 2 Португалия, № 3 Дания, № 5 Финляндия, № 6 Швеция, № 6 Нидерланды, № 8 Франция, № 10 Южная Африка, № 70 Великобритания)[35]
- 1985 «Cheri, Cheri Lady» (№ 1 Германия, № 1 Гонконг, № 1 Греция, № 1 Турция, № 1 Израиль, № 1 Австрия, № 4 Португалия, № 7 Италия, № 10 Нидерланды, № 15 Южная Африка, № 44 Япония)[35]
- 1985 «You’re The Lady Of My Heart» (издавался синглом только в ЮАР)
- 1986 «Brother Louie» (№ 1 Германия, № 1 Швеция, № 1 Испания, № 1 Чили, № 1 Греция, № 1 Турция, № 1 Израиль,№ 1 Южная Африка, № 2 Ирландия, № 4 Великобритания, № 10 Португалия, № 5 Италия, № 15 Мексика, № 16 Нидерланды, № 34 Канада)[35]
- 1986 «Atlantis Is Calling (S.O.S. for Love)» (№ 1 Германия, № 2 Австрия, № 3 Швеция, № 3 Швейцария, № 4 Бельгия, № 6 Голландия, № 8 Норвегия, № 21 Франция, № 13 Италия, № 55 Великобритания)[35]
- 1986 «Geronimo's Cadillac» (№ 3 Германия, № 1 Испания, № 1 Турция, № 1 Израиль,№ 4 Южная Африка, № 23 Италия, № 25 Египет, № 36 Нидерланды)[35]
- 1986 «Give Me Peace On Earth» (№ 29 Германия, № 28 Австрия, № 7 Бельгия)[35]
- 1986 «Lonely Tears In Chinatown» (№ 9 Испания, сингл издавался только в Испании)
- 1986 «Keep Love Alive» (Сингл издавался только в Португалии)
- 1987 «Jet Airliner» (№ 7 Германия, № 1 Турция, № 16 Южная Африка, № 3 Испания, № 36 Нидерланды)[35]
- 1987 «In 100 Years» (№ 30 Германия, № 1 Турция, № 4 Испания, № 18 Южная Африка)[35]
- 1987 «Don’t Worry» (сингл издавался только в Испании, № 25 Испания)
- 1987 «You And Me»(издавался синглом только в ЮАР)
- 1988 «Locomotion Tango» (сингл издавался только в Дании. Там же песня заработала «серебряный» статус и вошла в Топ-30. Тираж: 1,2 млн звуконосителей)
- 1998 «You’re My Heart, You’re My Soul '98» (№ 2 Германия, № 1 Перу, № 1 Албания, № 1 Хорватия, № 1 Турция, № 2 Ливан, № 8 Ирландия, № 17 Гонконг)[36]
- 1998 «Brother Louie '98» (№ 16 Германия, № 1 Аргентина, № 1 Чили, № 1 Турция, № 2 Франция, № 12 Европа)[36]
- 1998 «Cheri Cheri Lady '98» (№ 1 Аргентина/Air Play Chart, № 20 Гонконг/Air Play Chart)
- 1998 «Space Mix '98 — We Take The Chance» (№ 19 Аргентина, № 14 Франция, № 15 Греция, № 4 Венгрия, № 56 Европа)
- 1999 «Brother Louie '99» (промосингл, выпущенный для Великобритании, достиг 5-го места в the UK Dance chart)
- 1999 «You Are Not Alone» (№ 7 Германия, № 1 Перу, № 5 Испания, № 4 Ливан, № 5 Аргентина, № 13 Франция, № 10 Япония\Airplay Top 100, № 15 Швеция, № 36 Бразилия)[36]
- 1999 «Tearin' Up My Heart / You Are Not Alone» (NSYNC / Modern Talking) (макси промосингл для Мексики)
- 1999 «Sexy Sexy Lover» (№ 16 Германия, № 9 Финляндия, № 9 Венгрия, № 13 Ливан, № 20 Аргентина, № 25 Швеция)[36]
- 2000 «China In Her Eyes» (№ 8 Германия, № 2 МУЗ-ТВ Россия, № 3 Эстония, № 6 Испания, № 7 Венгрия, № 1 Молдова, № 15 Ливан, № 26 Швеция)[36]
- 2000 «Don't Take Away My Heart» (№ 41 Германия, № 1 МУЗ-ТВ Россия, № 8 Венгрия, № 18 Латвия, № 18 Молдова, № 20 Эстония)[36]
- 2001 «Win the Race» (№ 5 Германия, № 1 Румыния, № 1 MTV Украина № 3 Венгрия, № 11 Эстония, № 16 Аргентина, № 36 Швеция, № 47 Швейцария, № 54 Австрия, песня достигла № 1 на казахском канале Европа+ и № 2 на МУЗ-ТВ Россия)[36]
- 2001 «Last Exit To Brooklyn» (№ 37 Германия, № 1 на МУЗ-ТВ Россия, № 2 Эстония, № 14 MTV Украина)[36]
- 2002 «Ready For the Victory» (№ 7 Германия, № 1 МУЗ-ТВ Россия, № 3 Венгрия, № 11 Испания, № 13 Южная Корея, № 14 MTV Украина)[36]
- 2002 «Juliet» (№ 25 Германия, № 3 Украина, № 3 Венгрия, № 4 Парагвай, № 10 Россия)[36]
- 2003 «TV Makes The Superstar» (№ 2 Германия, № 4 Россия, № 11 Европейский сингл-чарт)[36]
- 2014 «Brother Louie 2014 (Bassflow 3.0 Mix)» (промосингл, результаты в неофициальных диджейских чартах: № 10 Brittish Dance Charts[44], № 1 в немецком чарте DJ Top 100 Charts и № 37 в SWISS DJ CHARTS)
- 2014 Give Me Peace On Earth (New Hit Version) (промосингл, результат в неофициальных диджейских чартах: № 84 в SWISS DJ CHARTS, № 3 в немецком DJ Top 100 Charts)

### Чарты Air Play
- 1985 One in a million (№ 67/Ливан Year Air Play Chart)
- 1986 Just we two (№ 59/Ливан Year Air Play Chart)
- 1998 «You’re My Heart, You’re My Soul '98»(2 Латвия/Air Play Chart)
- 1998 «Cheri Cheri Lady '98» (№ 1 Аргентина/Air Play Chart, № 20 Гонконг/Air Play Chart)
- 1999 «You are not Alone» (№ 10 Япония/Airplay Top 100)
- 2000 «Fly To The Moon» (№ 17 Болгария/Airplay Top 100)
- 2000 «No Face, No Name, No Number» (№ 1 Ливан/Air Play Chart, № 16 Латвия/Air Play Chart, № 1 Молдавия/Air Play Chart, № 1 Румыния/Air Play Chart)
- 2001 «Win the Race» (№ 1 Беларусь/итоговый топ-100 года Air Play)
- 2001 «Witchqueen of Eldorado» (№ 1 Перу/Air Play Chart)
- 2001 «There’s Something in the Air»(№? Латвия/Air Play Chart)
- 2003 «I’m No Rockefeller» (№ 1 Россия/Air Play Chart)

## Малоизвестные и раритетные треки
- You’re Not Alone (Ivy Version) (3:17) Featuring — Eric Singleton 1999 (c южнокорейского промодиска)
- The Space Intro (Thomas Anders/Modern Talking Fan Club CD) 1999
- I Will Follow You (Original Demo Version) (Thomas Anders/Modern Talking Fan Club CD) 1999
- Love Is Forever (Original Demo Version) (Thomas Anders/Modern Talking Fan Club CD) 1999
- For Always And Ever (Original Demo Version) (Thomas Anders/Modern Talking Fan Club CD) 1999
- You’re My Heart, You’re My Soul (No Drums Version) (Thomas Anders/Modern Talking Fan Club CD) 2000
- Mandy (Thomas Anders/Modern Talking Fan Club CD) 2000 (кавер-версия одноимённой песни Барри Манилоу)
- Cryin' in the Night (Thomas Anders/Modern Talking Fan Club CD) 2000
- If I Can’t Have You (Thomas Anders/Modern Talking Fan Club CD) 2001 (кавер-версия одноимённой песни Bee Gees)
- Cry for You (Thomas Anders/Modern Talking Fan Club CD) 2001
- Love Is Like A Rainbow (Original Demo) (Thomas Anders/Modern Talking Fan Club CD) 2001
- I Need You Now (Original Demo) (Thomas Anders/Modern Talking Fan Club CD) 2001
- Win The Race (Acapella Remix) (Thomas Anders/Modern Talking Fan Club CD) 2001
- Shooting Star (появилась в альбоме Дитера Болена — Dieter — Der Film) 2006
- Deeper (demo) (2001, песня не вошла в альбом «America»)
- My Declaration of Love (demo) (2001, песня не вошла в альбом «America»)
- Love 2 Love (demo) (2001, вокал принадлежит Christian Geller, соратнику Томаса)
- You’re My Heart, You’re My Soul Remix Version by Steve Harvey (трек со специальной версии сингла первого хита группы, выпущенного в Великобритании)
- With A Little Love — long version (трек со специальной версии сингла «Atlantis Is Calling (S.O.S. For Love)», выпущенного в Великобритании)
- I’m No Rockefeller (Luis Rodriguez Demo-version) (примерно датируется 1999—2003 годом)
- TV Makes The Superstar (Luis Rodriguez Demo-version) (примерно датируется 1999—2003 годом, вышла на сборнике, посвященному 30-летию группы как Alternative Single Version)
- You Can’t Stop (фрагмент демо песни You Can Win If You Want) (1984—1985 год)

### VHS
- 1986 The Video (WEA Music)

### VCD
- 2003 Let’s Talking!… Best Of Modern Talking VCD (BMG Music Taiwan Inc) (Тайвань, промо)
- 2003 The Final Album — The Ultimate (BMG Music (Malaysia) Sdn Bhd) (Малайзия)
- 2007 The Super Best Hits (Sony BMG Music Entertainment) (Малайзия)

### DVD
- 2003 The Final Album — The Ultimate DVD (Hansa Records)
- 2014 30 (The Ultimate Fan-Edition) (Sony Music)

### Музыкальные видеоклипы
| Дата | Название                              |
| ---- | ------------------------------------- |
| 1985 | You’re My Heart, You’re My Soul       |
| 1985 | You Can Win If You Want               |
| 1985 | Cheri, Cheri Lady                     |
| 1986 | Brother Louie                         |
| 1986 | Atlantis Is Calling (S.O.S. for Love) |
| 1986 | Geronimo’s Cadillac                   |
| 1986 | Give Me Peace on Earth                |
| 1987 | Jet Airliner                          |
| 1987 | In 100 Years …                        |
| 1998 | You’re My Heart, You’re My Soul ’98   |
| 1998 | Brother Louie ’98                     |
| 1999 | You Are Not Alone                     |
| 1999 | Sexy, Sexy Lover                      |
| 2000 | China in Her Eyes                     |
| 2000 | Don’t Take Away My Heart              |
| 2001 | Win the Race                          |
| 2001 | Last Exit to Brooklyn                 |
| 2002 | Ready for the Victory                 |
| 2002 | Juliet                                |
| 2003 | TV Makes the Superstar                |